# 姦臣 (韓國電影)
《姦臣：色誘天下》（韓語：간신）是2015年上映的一部韓國古裝劇情片，由《我妻子的一切》導演閔奎東執導，朱智勛、金剛于、千虎珍、林智妍 、李裕英主演，2015年5月21日在韓國上映，韓國電影等級判定為青少年不可觀看。

## 劇情介紹
朝鮮王朝燕山君時期，廷上暴君兇惡，朝中奸臣當道，民間不論是平民還是貴族皆受其苦的時世為背景；奸臣任氏父子為討君主歡心，而派出採紅駿使到民間搜刮美女、良駒，貴族伺機推翻燕山君的故事。

## 演員陣容

### 主要人物
- 朱智勛（少年：徐榮柱） 飾演 任崇載
- 金剛于 飾演 燕山君
- 千虎珍 飾演 任士洪
- 林智妍（少年：金賢秀） 飾演 丹熙
- 李裕英 飾演 雪中梅

### 其他人物
- 宋永彰 飾演 柳子光
- 趙漢哲 飾演 朴元宗
- 車智妍 飾演 張綠水
- 張光 飾演 領議政
- 鄭仁基 飾演 大司成
- 奇周峯 飾演 白丁金氏
- 柳善英 飾演 大司成夫人
- 徐智勝 飾演 領議政的女兒
- 孫英熙 飾演 密陽妓生 海棠花
- 崔睿允 飾演 龍鳳閣妓生 素香
- 姜賢重 飾演 綾州百姓
- 崔永道 飾演 綾州百姓
- 尹永均 飾演 內禁衛長
- 閔彩妍 飾演 賭徒的女兒
- 朴明申 飾演 中殿乳母
- 全汝彬 飾演 中殿觀相
- 文熙景 飾演 訓育尚宮
- 金蘭姬 飾演 訓育尚宮
- 金熙昌 飾演 御醫
- 琴東賢 飾演 觀相師
- 金江日 飾演 掌理
- 郭子亨 飾演 民兵隊長
- 孟奉鶴 飾演 被割舌的人
- 林慶讚 飾演 賜藥者
- 盧在勳 飾演 任士洪的僕人
- 河福音 飾演 趙貞華
- 黃東熙 飾演 後衛武士
- 朴恩英 飾演 至密宮女
- 嚴志滿 飾演 採紅使
- 金允燦 飾演 趙大監的家僕
- 朴相勳 飾演 金馹孫斬首官軍
- 吳昌慶 飾演 賭徒
- 金利媛 飾演 宴會廳舞者
- 金泰熙 飾演 宴會廳舞者
- 金佳允 飾演 龍鳳閣妓生
- 林容順 飾演 大臣
- 尹世恩 飾演 龍鳳閣妓生

### 友情出演
- 沈恩珍 飾演 龍鳳閣主人
- 崔日和 飾演 金馹孫

### 特別出演
- 金鐘九 飾演 趙大監
- 高庚杓 飾演 晉城大君
- 鄭滿植 飾演 刺客
- 閔成旭 飾演 採紅隊長
- 金度英 飾演 酒母
- 李道雅 飾演 採紅美女
- 孫秀賢 飾演 狩獵場的女人
- 金智英 飾演 廢妃尹氏的母親

## 獲獎與提名
| 年份 | 頒獎禮           | 獎項           | 入圍者 | 結果 |
| ---- | ---------------- | -------------- | ------ | ---- |
| 2015 | 第52屆大鐘獎     | 最佳美術指導   | 李泰勳 | 提名 |
| 2015 | 第52屆大鐘獎     | 最佳服裝設計   | 李珍熙 | 提名 |
| 2015 | 第36屆青龍電影獎 | 最佳新人女演員 | 李裕英 | 獲獎 |
| 2015 | 第36屆青龍電影獎 | 最佳美術指導   | 李泰勳 | 提名 |

## 外部鏈接
- NAVER上《姦臣》的資料
- Daum上《姦臣》的資料

- 韩国电影数据库（KMDb）上《姦臣》的資料
- 互联网电影数据库（IMDb）上《姦臣》的资料（英文）